# Nina Mae McKinney
Nina Mae (eg. Nannie Mayme) McKinney, född den 12 juni 1912 i Lancaster, South Carolina, död den 3 maj 1967 i New York, var en amerikansk skådespelare, sångerska och dansare. Hon var en av de första afroamerikanska stjärnorna i amerikansk film och var känd som "the black Garbo".

## Biografi
Nina Mae McKinney växte upp i Philadelphia men kom i tonåren till New York som dansare. Hon medverkade bland annat i revyn Blackbirds of 1928 innan hon 17 år gammal handplockades för den kvinnliga huvudrollen "Chick" i King Vidors film Hallelujah!, som var hans första ljudfilm och dessutom en av de första långfilmerna med helt en afroamerikansk ensemble att spelas in i USA.
Till följd av Hallelujah! fick McKinney ett femårskontrakt med filmbolaget MGM, vilket dock endast utnyttjade henne i ett fåtal mindre roller. Hennes viktigaste filmer under dessa år (inklusive ett antal kortare musikfilmer) gjordes i stället för andra bolag. När MGM slutligen gav McKinney en större roll i filmen Hjärter i trumf (originaltitel Reckless; 1935) klipptes merparten av hennes scener i slutändan bort, enligt uppgift för att filmens stjärna Jean Harlow inte uppskattade konkurrensen i rampljuset.
Med början 1932 genomförde McKinney flera turnéer i Europa, ursprungligen tillsammans med pianisten Garland Wilson, med vilken hon gjorde skivinspelningar i Paris i november detta år. Tre år senare framträdde hon bland annat i Storbritannien och medverkade då även i Zoltán Kordas film Bosambo - djungelns härskare (originaltitel Sanders of the river) mot sin landsman Paul Robeson. Två år senare (1937) medverkade hon, som första svarta person någonsin, i en tidig TV-sändning från BBC.
McKinney återvände till USA vid andra världskrigets utbrott och gifte sig där med jazzmusikern Jimmy Monroe. Under 1940-talets första hälft verkade hon främst inom teater och kabaret men återvände sedan till filmen. Till hennes mer uppmärksammade filmer från denna period hör Elia Kazans trefaldigt oscarsbelönade En droppe negerblod (originaltitel Pinky) från 1949.
McKinney var efter kriget periodvis bosatt i Grekland men återflyttade definitivt till USA 1960. Sju år senare avled hon i en hjärtattack. Hon intogs 1978 i Black Filmmakers Hall of Fame.

## Filmografi (urval)
- 1929 - Hallelujah!
- 1931 - De förtappades ö

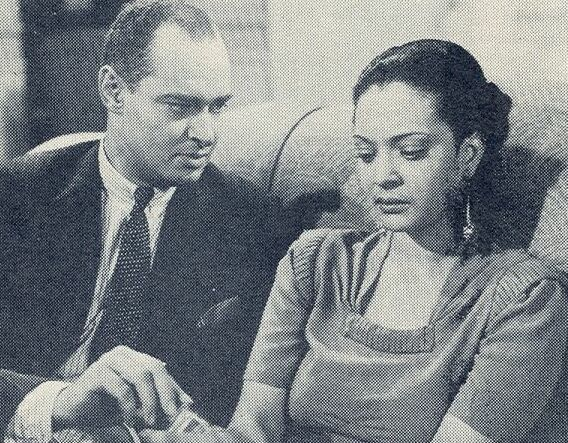
McKinney med Jack Carter i filmen The Devil's Daughter (1939).

- 1932 - Pie, Pie Blackbird (kortfilm med Eubie Blakes orkester och Nicholas Brothers)
- 1935 - Hjärter i trumf
- 1935 - Bosambo - djungelns härskare
- 1936 - The Black Network (kortfilm)[4]
- 1944 - Mörka vatten
- 1949 - En droppe negerblod

## Diskografi
- 1932 - "Minnie the Moocher's Weddin' Day" / "Rhapsody in Love" (Brunswick A-500221)